# Геращенко, Сергей Николаевич
Сергей Николаевич Геращенко (19 сентября 1914, с. Новый Егорлык, Сальский округ, Область Войска Донского — 14 апреля 1998, Москва) — советский военачальник, генерал-майор (25 мая 1959 года).

## Начальная биография
Сергей Николаевич Геращенко родился 19 сентября 1914 года в селе Новый Егорлык ныне Сальского района Ростовской области.

## Военная служба

### Довоенное время
19 октября 1934 года призван в ряды РККА и направлен на учёбу Орджоникидзевское объединённое военное училище, во время учёбы с ноября 1935 года был командиром отделения и помощником командира учебного взвода. После окончания училища 6 ноября 1937 года направлен в 39-й стрелковый полк (13-я стрелковая дивизия, Белорусский военный округ), где служил на должностях командира полуроты и командира пулемётной роты.
В декабре 1938 года назначен на должность помощника начальника штаба 355-го стрелкового полка (100-я стрелковая дивизия), находясь на которой, в период с 27 по 28 сентября 1939 года принимал участие в ходе похода в Западную Белоруссию, а затем — в советско-финской войне, в ходе которой с 15 января 1940 года исполнял должность начальника штаба того же 355-го стрелкового полка. 18 февраля 1940 года был тяжело ранен, после чего лечился в ленинградском госпитале и после излечения вернулся в полк, где 16 мая этого же года назначен на должность начальника полковой школы, а с 20 августа исполнял должность начальника штаба полка.
6 мая 1941 года направлен на учёбу в Военную академию имени М. В. Фрунзе.

### Великая Отечественная война
31 октября 1941 года окончил ускоренный курс Военной академии имени М. В. Фрунзе, после чего назначен на должность начальника оперативной части штаба 39-й курсантской стрелковой бригады, формировавшейся в Алма-Ате (Среднеазиатский военный округ). По завершении формирования бригада в декабре 1941 года была передислоцирована на Северо-Западный фронт, где после включения в состав 4-й ударной армии заняла оборонительный рубеж в районе озёр Велье и Селигер и затем принимала участие в наступательных боевых действиях в ходе Торопецко-Холмской наступательной операции. С 23 февраля 1942 года исполнял должность начальника штаба этой же бригады.
26 апреля 1942 года майор С. Н. Геращенко назначен на должность начальника оперативного отделения штаба 360-й стрелковой дивизии, ведшей боевые действия на Велиж.
12 сентября переведён на должность начальника штаба 45-й лыжной бригады, которая в период с ноября 1942 по январь 1943 года принимала участие в боевых действиях в ходе Великолукской наступательной операции.
13 мая 1943 года назначен на должность начальника штаба 11-й гвардейской морской бригады, 12 сентября — на должность начальника штаба 54-й стрелковой бригады, а 30 сентября — на должность начальника штаба 319-й стрелковой дивизии, которая вела оборонительные боевые действия в районе города Холм (Калининская область), а затем принимала участие в ходе Ленинградско-Новгородской наступательной операции. В период с 24 марта по 26 апреля 1944 года исполнял должность командира этой же дивизии.
5 мая 1944 года полковник С. Н. Геращенко направлен на учёбу на ускоренный курс Высшей военной академии имени К. Е. Ворошилова, после окончания которого с 15 марта 1945 года находился в распоряжении Главного управления кадров НКО.

### Послевоенная карьера
25 мая 1959 года присвоено воинское звание генерал-майор. В конце мая 1945 года назначен на должность начальника штаба 47-й стрелковой дивизии (Одесский военный округ), 5 ноября того же года — на должность командира 147-го гвардейского стрелкового полка (49-я гвардейская стрелковая дивизия), а 16 июня 1946 года — на должность начальника штаба 33-й гвардейской механизированной дивизии.
С апреля 1948 года полковник С. Н. Геращенко служил начальником штаба и 1-м заместителем командира 51-й отдельной стрелковой Ропшинской бригады (10-й гвардейский стрелковый корпус, Одесский военный округ), дислоцированной в Балте, а с марта 1950 года — начальником штаба — 1-м заместителем командира 18-й пулемётно-артиллерийской дивизии.
В декабре 1952 года направлен на учёбу на основной курс Высшей военной академии имени К. Е. Ворошилова, после окончания которой в ноябре 1954 года назначен на должность начальника штаба — 1-го заместителя 29-го гвардейского стрелкового корпуса (Группа советских войск в Германии), в июне 1956 года — на должность начальника ПВО 3-й гвардейской армии, 29 октября того же года — на должность командира 9-й механизированной дивизии, в мае 1957 года — на должность командира 82-й мотострелковой дивизии, а в мае 1958 года — на должность командира 39-й гвардейской мотострелковой дивизии.
С июня 1961 года состоял в распоряжении главкома Сухопутных войск и в октябре назначен начальником цикла тактики курсов «Выстрел», в августе 1962 года — начальником отдела по руководству высшими военно-учебными заведениями Сухопутных войск.
С июля 1964 года состоял в распоряжении начальника Гражданской обороны СССР и в августе того же года назначен на должность помощника начальника Гражданской обороны СССР по учебным заведениям.
В запасе с 21 июня 1967 года. 
Скончался 14 апреля 1998 года на 84-м году жизни в Москве.

## Награды
- Орден Красного Знамени (30.12.1956);
- Два ордена Отечественной войны 1 степени (24.05.1944, 1985);
- Два ордена Красной Звезды (13.09.1942, 15.11.1950);
- Медали.